# تشان ساي كو
تشان ساي كو (بالصينية: 陳世九) هو مدرب كرة قدم ولاعب كرة قدم صيني في مركز الدفاع، ولد في 26 أغسطس 1952. شارك مع منتخب هونغ كونغ لكرة القدم. أما مع النوادي، فقد لعب مع نادي جنوب الصين.